# Атанасий Лимасолски
Митрополит Атанасий Лимасолски (световно име Андрей Николау) е кипърски християнски духовник.
Ръкоположен е за дякон през 1973 г. Завършва „Богословие“ в Солунския университет и през 1980 г. се заселва в Света гора, където е ръкоположен за йеромонах през 1982 г.
През 1992 г. по молба на кипърския архиепископ Хрисостом I Кипърски и с благословение на Ватопедския манастир се завръща в Кипър, където създава монашеско братство до гр. Пафос, а по-късно е избран за игумен на манастира Махера.
На 11 февруари 1999 г. е избран за Лимасолски митрополит, а на 14 февруари е ръкоположен за епископ и същия ден се състои неговата интронизация.